# 国民大会
国民大会（こくみんたいかい、略称「国大」）は、1946年に制定された中華民国憲法によって設立された機関。
中華民国の全国国民を代表して国権を行使し、中華民国五権憲法体制中では最高権力機関となっていた。2005年6月7日、国民大会は立法院が提出した憲法修正案を採択し、憲法における国民大会関連条項を凍結、国民大会は機能を停止した。

## 概要
1947年（民国36年）の中華民国憲法の規定に従い全国民の代表が中央政権を行使するための機構であり、五権分立の中華民国の中での最高機関に位置づけられていた。
国民大会は元々憲法により総統任期満了前90日で集会を行う、しかし改選を予定していた1953年では、中華民国政府はすでに中国大陸の支配を喪失していたため、第一期国民大会の選挙区のうち、台湾省の全域、福建省の島嶼部（金門県、莆田県烏坵郷、連江県）、浙江省大陳区（温嶺県、臨海県、平陽県、玉環県、漁山管理局、竹嶼管理局）を除く中国大陸の選挙区では選挙が実施できず、任期は無期限延長となった。そのため、国民からは「万年国会」と揶揄されていた。
2000年（民国89年）、国民大会は非常設の機関とされ、2005年（民国94年）6月の「中華民国憲法増修条文」の改正によって、国民大会の権限はほかの機関に移行または国民に直接付与され、国民大会は組織自体が「凍結」された。
なお、国民大会が「廃止」されていないのは、「中華民国憲法増修条文」は有効期限（国家統一前）付きの限定された改憲（加憲）であり、「中華民国憲法」の本文が変更されていないことによるものである。そのため、「国民大会組織法」「国民大会職権行使法」「国民大会同意権行使法」などの法律が廃止されていないことから、国民大会凍結後の2012年3月に開かれた第8期立法院では、台湾団結連盟が以上三法の廃止案を提出したが、会期不継続の原則のため、審議未了のまま廃案となった。
台湾では、国民大会秘書処の建物は西門町付近に現存し、中華路の道路の対面（西門町寄り）から外見を見ることができる。

## 成立背景
孫文は中華民国憲法を構想するに当たって、政府機能を政権と治権に分化させ、国民は選挙、罷免、創制（国民発案）、複決（国民投票）の4種の政権を行使できるものとした。そして治権は五院（行政院、立法院、司法院、監察院、考試院）が行使し、国民に必要な協力を提供するものと定めた。その中で政府、領土主権を監督し、憲法改正等の中央政権は国民大会が行使するとされ、国民大会は憲法上五院の上に置かれた。これにより国民は選挙により選出された国民大会代表を通じて中央機関での政権を行使し、政府の治権を掌握し、これにより政権と治権の均衡を実現すると同時に、政府による国民の権利と利益に対する侵害を防止すると同時に、政府が提供するあらゆる機能を享受できるものと定められた。

## 凍結前の権限
中華民国憲法（1947年、南京）に定める国民大会の職権は下記の通り：
1. 総統及び副総統の選挙
2. 総統及び副総統の罷免
3. 憲法改正
4. 立法院が提出する憲法修正案の議決

その後国民大会の職権は数度にわたり修正された。憲法増補条文第1条第2項の規定は下記の通り：
1. 立法院が提出する憲法修正案を議決する
2. 立法院が提出する領土変更案を議決する
3. 立法院が提出する総統、副総統の弾劾案を議決する

国民大会が2005年（民国94年）に凍結された後、上記の職権は立法院、司法院大法官会議（司法院憲法法庭）、公民投票（国民投票）に移管された。

## 国民大会の集会
国民大会の集会は憲法規定に依拠し、総統任期完了90日前に召集され、また別に第30条の規定により臨時に召集されることがある。しかし国民政府が1949年（民国38年）に台湾に移転してからは、大陸から移った第1回国民大会代表は改選を行うことが不可能となったため無期限にその任期が延長され、「万年代表」と揶揄されることもあった。
2000年（民国89年）4月25日公布の中華民国憲法増修条文では第3回国民大会代表の任期を2000年5月19日までとし、その後の国民大会の組織は下記の通りに改編された。
- 国民大会代表の定員を300名とする。
- 立法院より憲法修正案、領土変更案、総統・副総統弾劾案が提出された際は、3ヶ月以内に選挙により選出される。
- 選挙方式は比例代表方式とし、選挙結果判明後10日以内に集会が召集される。
- 集会期間は最長1ヶ月とし、代表就任期間は集会期間と同一とする。
- 職権は立法院が提出した憲法修正案、領土変更案、総統・副総統弾劾案の議決とする。

### 歴代の会期
| 歴代の国民大会の会期 | 歴代の国民大会の会期                                          | 歴代の国民大会の会期          | 歴代の国民大会の会期         | 歴代の国民大会の会期 | 歴代の国民大会の会期 | 歴代の国民大会の会期 |
| 会期別               | 法定任期                                                      | 実際の任期                    | 会議                         | 選挙                 | 定員                 | 備考 |
| -------------------- | ------------------------------------------------------------- | ----------------------------- | ---------------------------- | -------------------- | -------------------- | --- |
| 第1期                | 任期6年 後に無期限に変更                                      | 1948年3月27日－1991年12月31日 | 8回の定期会議、2回の臨時会議 | 1947年選挙           | 2,961                | 中国大陸で行われた唯一の選挙。台湾省選出の国大代表は19人。 政府遷台後に台湾に到着した国大代表は1,578人。 1991年末の任期満了まで在職した国大代表は565人。                                                                                          |
| 第1期                | 任期6年 後に無期限に変更                                      | 1948年3月27日－1991年12月31日 | 8回の定期会議、2回の臨時会議 | 1969年増選選挙       | 15                   | 福建省を除く台湾地区で実施。選出された国大代表の任期は1947年の国大代表選挙で選出された国大代表と同一。 |
| 第1期                | 任期6年 後に無期限に変更                                      | 1948年3月27日－1991年12月31日 | 8回の定期会議、2回の臨時会議 | 1972年第1次増額選挙  | 53                   | 任期6年。台湾地区からの増額代表を選出する選挙。米中国交正常化などの影響で最終的に任期は8年に延長。 |
| 第1期                | 任期6年 後に無期限に変更                                      | 1948年3月27日－1991年12月31日 | 8回の定期会議、2回の臨時会議 | 1980年第2次増額選挙  | 76                   | 任期6年。台湾地区からの増額代表を選出する選挙。 |
| 第1期                | 任期6年 後に無期限に変更                                      | 1948年3月27日－1991年12月31日 | 8回の定期会議、2回の臨時会議 | 1986年第3次増額選挙  | 84                   | 任期6年。台湾地区からの増額代表を選出する選挙。任期満了は1992年。 |
| 第2期                | 1992年1月1日－1996年5月19日 （李登輝の6年の総統任期と同一化） | 1992年1月1日－1996年5月19日   | 1回の定期会議、4回の臨時会議 | 1991年選挙           | 325                  | 動員戡乱時期臨時条款廃止と中華民国憲法増修条文制定による国民大会の全面改選が実現。1947年選挙で選出された「万年議員」と1969年増選選挙で選出された国大代表が引退。1992年末に開催された第2次会議終了までは1986年増額選挙で選出された増額代表が留任。 |
| 第3期                | 4年                                                           | 1996年5月20日－2000年5月19日  | 5回の定期会議                | 1996年選挙           | 334                  | |
| 任務型（第4期）      | 1ヶ月                                                         | 2005年5月20日－2005年6月7日   | 1回の定期会議                | 2005年選挙           | 300                  | 凍結前では最後となる選挙 |

### 歴代の集会
| 期次            | 回次           | 会期            | 会期               | 議題                                                                                                   | 国大代表               | 開催場所   | 開催場所 |
| --------------- | -------------- | --------------- | ------------------ | --- | ---------------------- | ---------- | -------- |
| 第1期           | 第1回会議      | 1948年          | 3月29日 – 5月1日   | 動員戡乱時期臨時条款の制定 総統選挙 (蔣介石、李宗仁)                                                   | 1947年                 | 国民大会堂 | 南京市   |
| 第1期           | 第2回会議      | 1954年          | 2月19日 – 3月25日  | 動員戡乱時期臨時条款の効力延長 李宗仁（副総統）の弾劾 総統選挙 (蔣介石、陳誠)                          | 1947年                 | 中山堂     | 台北市   |
| 第1期           | 第3回会議      | 1960年          | 2月20日 – 3月25日  | 動員戡乱時期臨時条款の改正（総統の3選禁止規定を凍結） 総統選挙 (蔣介石、陳誠)                          | 1947年                 | 中山堂     | 台北市   |
| 第1期           | 第1回臨時会議  | 1966年          | 2月1日 – 2月8日    | 動員戡乱時期臨時条款の改正 中華民国憲法の改正の是非を諮問（憲政検討委員会憲法草案）                    | 1947年                 | 中山堂     | 台北市   |
| 第1期           | 第4回会議      | 1966年          | 2月19日 – 3月25日  | 動員戡乱時期臨時条款の改正 総統選挙 (蔣介石、厳家淦)                                                   | 1947年                 | 中山堂     | 台北市   |
| 第1期           | 第5回会議      | 1972年          | 2月20日 – 3月25日  | 動員戡乱時期臨時条款の改正 総統選挙 (蔣介石、厳家淦)                                                   | 1947年、1969年         | 中山楼     | 台北市   |
| 第1期           | 第6回会議      | 1978年          | 2月19日 – 3月25日  | 総統選挙 (蔣経国、謝東閔)                                                                              | 1947年、1969年、1972年 | 中山楼     | 台北市   |
| 第1期           | 第7回会議      | 1984年          | 2月20日 – 3月25日  | 総統選挙 (蔣経国、李登輝)                                                                              | 1947年、1969年、1980年 | 中山楼     | 台北市   |
| 第1期           | 第8回会議      | 1990年          | 2月19日 – 3月30日  | 総統選挙 (李登輝、李元簇)                                                                              | 1947年、1969年、1986年 | 中山楼     | 台北市   |
| 第1期           | 第2回臨時会議  | 1991年          | 4月8日 – 4月24日   | 動員戡乱時期臨時条款の廃止 中華民国憲法増修条文の制定                                                  | 1947年、1969年、1986年 | 中山楼     | 台北市   |
| 第2期           | 第1回会議      | 1992年          | 3月20日 – 5月30日  | 中華民国憲法増修条文の改正 総統・副総統の選出権限を放棄                                                | 1986年、1991年         | 中山楼     | 台北市   |
| 第2期           | 第2回会議      | 1992年 - 1993年 | 12月25日 – 1月30日 | 総統が指名した監察院の院長、副院長、監察委員の人事を承認                                               | 1986年、1991年         | 中山楼     | 台北市   |
| 第2期           | 第3回会議      | 1993年          | 4月9日 – 4月30日   | 総統が指名した司法院、考試院、監察院の人事を承認                                                       | 1991年                 | 中山楼     | 台北市   |
| 第2期           | 第4回会議      | 1994年          | 5月2日 – 9月2日    | 中華民国憲法増修条文の改正 1996年総統選挙を自由地区での直接選挙に移行 総統が指名した司法院の人事を承認 | 1991年                 | 中山楼     | 台北市   |
| 第2期           | 第5回会議      | 1995年          | 7月11日 – 8月17日  | | 1991年                 | 中山楼     | 台北市   |
| 第3期           | 第1回会議      | 1996年          | 7月7日 – 8月30日   | | 1996年                 | 中山楼     | 台北市   |
| 第3期           | 第2回会議      | 1997年          | 5月5日 – 7月23日   | 中華民国憲法増修条文の改正 台湾省の虚省化を決定                                                        | 1996年                 | 中山楼     | 台北市   |
| 第3期           | 第3回第1次会議 | 1998年          | 7月21日 – 8月10日  | | 1996年                 | 中山楼     | 台北市   |
| 第3期           | 第3回第2次会議 | 1998年 - 1999年 | 12月7日 – 1月25日  | | 1996年                 | 中山楼     | 台北市   |
| 第3期           | 第4回会議      | 1999年          | 6月8日 – 9月3日    | 中華民国憲法増修条文の改正 国大代表の任期延長を議決（後に司法院大法官会議により無効宣告）              | 1996年                 | 中山楼     | 台北市   |
| 第3期           | 第5回会議      | 2000年          | 4月8日 – 5月19日   | 中華民国憲法増修条文の改正 第4期国民大会代表選挙の中止を決定                                           | 1996年                 | 中山楼     | 台北市   |
| 第4期（任務型） | 第1回会議      | 2005年          | 5月30日 – 6月7日   | 中華民国憲法増修条文の改正 国民大会の機能停止（＝事実上の廃止）を決定                                  | 2005年                 | 中山楼     | 台北市   |

## 憲法改正
第1回国民大会第1次会議は憲法修正を目的とし、1948年（民国37年）4月18日に「動員戡乱時期臨時条款」を採択し、同年国民政府により憲法に優先する内容として公布・施行された。国民政府の台湾移転後、憲法の有効性及び国民大会の存在意義を疑問視する声があがり、1991年（民国80年）に万年代表であった第1回国民大会代表の退職が決定し、同時に新しい国民大会代表選挙及び憲法改正作業に着手した。その後、国民大会は1991年、1992年、1994年、1997年、1999年、2000年と6回にわたる憲法改正を実施している。
1991年（民国80年）4月、第1回国民大会第2次臨時会議において加憲の方法により中華民国憲法増修条文11条を制定し、両岸分裂の事実を確認。5月1日、動員戡乱時期臨時条款を廃止
1992年（民国81年）、監察委員を総統の指名に変更。国民大会に司法院、考試院、監察院の正副院長の任命に対する同意権、総統から「国情報告」を聴取する権限を付与
1994年（民国83年）、総統の中華民国自由地区住民における直接選挙実施を決定、「原住民」の名称を憲法で定める。
1997年（民国86年）、台湾省を行政組織として凍結（虚省化）、立法院の行政院長就任の同意権を凍結、立法院の行政院不信任案議決権と総統による国会解散権を新設
1999年（民国88年）、国民大会代表の任期を2002年6月30日まで延長する憲法改正を実施するも国民の反発を買い、この憲法改正は2000年（民国89年）の司法院大法官会議における憲法解釈によって無効が宣言された
2000年（民国89年）、立法院組織改編、将来の国民大会機能停止の方向を決定

### 任務型国民大会
台湾の政治発展により直接選挙により選出された総統が誕生すると、総統の権限は直接国民に責任を有すようになり、国民大会は必要に応じて選出され、職務完了後に解散する内容に改編され、「任務型国民大会」と称された。
2004年（民国93年）8月、立法院が憲法修正案を198議員全員の賛成により通過させると、国民大会により再議決する必要が生じ、国民大会代表選挙が実施された。この時の憲法修正案には国民大会の機能を凍結する内容が含まれていたため、最初にして最後の「任務型国民大会代表」選挙となった。
2005年（民国94年）6月、任務型国民大会は賛成249、反対48で憲法修正案を可決し、国会改革、国民投票、国民大会凍結の3大議題が可決された。

## 国民大会凍結後の憲法
国民大会凍結後、その職権に関しては憲法により下記の通り改められた。
- 総統弾劾案は立法院が提出し、司法院大法官会議による憲法法庭が審理する。大法官の弾劾案審理権の新設と共に、監察院の弾劾規定を凍結する。
- 立法委員定員を225議席から113議席に減らし（第7回から）、任期は4年とする。選挙方式は単一選挙区2票制（小選挙区比例代表並立制）とし、比例代表候補者リストにおける女性の比率は1/2を下回らないものとする。
- 中華民国の領土変更は公民投票（国民投票）により決定される。
- 憲法改正は立法院立法委員1/4以上の提案、3/4以上の出席を要し、出席議員の3/4以上の賛成で議決される。議決後半年後に公民投票を行い、過半数の同意を得て成立する。